# Hermann Möller
Hermann Möller (ur. 13 stycznia 1850, zm. 5 października 1923) – duński językoznawca, profesor Uniwersytetu Kopenhaskiego. Położył zasługi na polu teorii laryngalnej.

## Wybrana twórczość
- Das altenglische Volksepos in der ursprünglichen strophischen Form (1883)
- Vergleichendes indogermanisch-semitisches Wörterbuch (1911)
- Die semitisch-vorindogermanischen laryngalen Konsonanten (1917)